# Fogszuvasodás

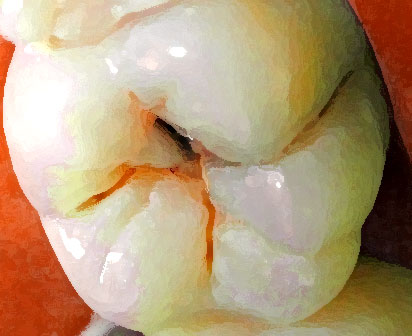
Barázdában lévő zománccaries

A fogszuvasodás (régebbi nevén: fogszú, latinul caries dentium, caries „szuvasodás, rothadás”) egy idült folyamat, amely a fogak keményszöveteinek a roncsolódásával jár és a felszínről a fogbél (pulpa) felé halad. Ez az elváltozás eleinte egy visszafordítható folyamat, amely az idő elteltével tovább terjedhet, egy visszafordíthatatlan destrukciót előidézve, amely gyakran fájdalommal, gyulladással, a fognak az elvesztésével is járhat.
Ép fogágynál (parodontium), ahol a fogíny (gingiva) még nem húzódott vissza (tehát a klinikai korona egyenlő az anatómiai koronával), inkább zománccaries jelentkezik. A fiatal fogak morfológiai tulajdonsága is elősegíti a zománccaries kialakulását, mivel a mély barázdákon a lepedék (dentális plakk, plaque) gyorsabban megtapad, nehezebben eltávolítható és emiatt főleg a barázdákban lokalizálódó zománccaries keletkezését idézi elő. Ha a fogíny visszahúzódik (főleg öregkorban és fogágybetegségek esetén) és a foggyökér (radix dentis) láthatóvá válik, a lepedéknek a gyökérre való tapadásának következménye lehet a gyökércaries létrejötte. Ha a zománc (enamelum) és a cement (cementum) nem találkozik a fognyak területén, akkor láthatóvá válik a dentin (dentinum) és keletkezhet dentincaries, melynek gyorsabb a lefolyása és hamarabb okoz szövődményt (complicatio).
A fogszuvasodást savképző baktériumok okozzák, azáltal, hogy bizonyos szénhidrátokat lebontanak, mint például cukor, fruktóz, glükóz stb. Ezekből az anyagokból a baktériumok melléktermékként savat képeznek, mely károsítja az alacsony pH-ra érzékeny fogfelszínt demineralizáció által. Ha megfelelő időn belül a szájüreg pH-ja megemelkedik, akkor a kioldott szervetlen anyagok a nyálból visszaépülhetnek (remineralizáció). A fogszuvasodás mértékétől függően különböző eljárások léteznek a fog funkcionális, esztétikai és morfológiai helyreállításához.

## Történelmi áttekintés

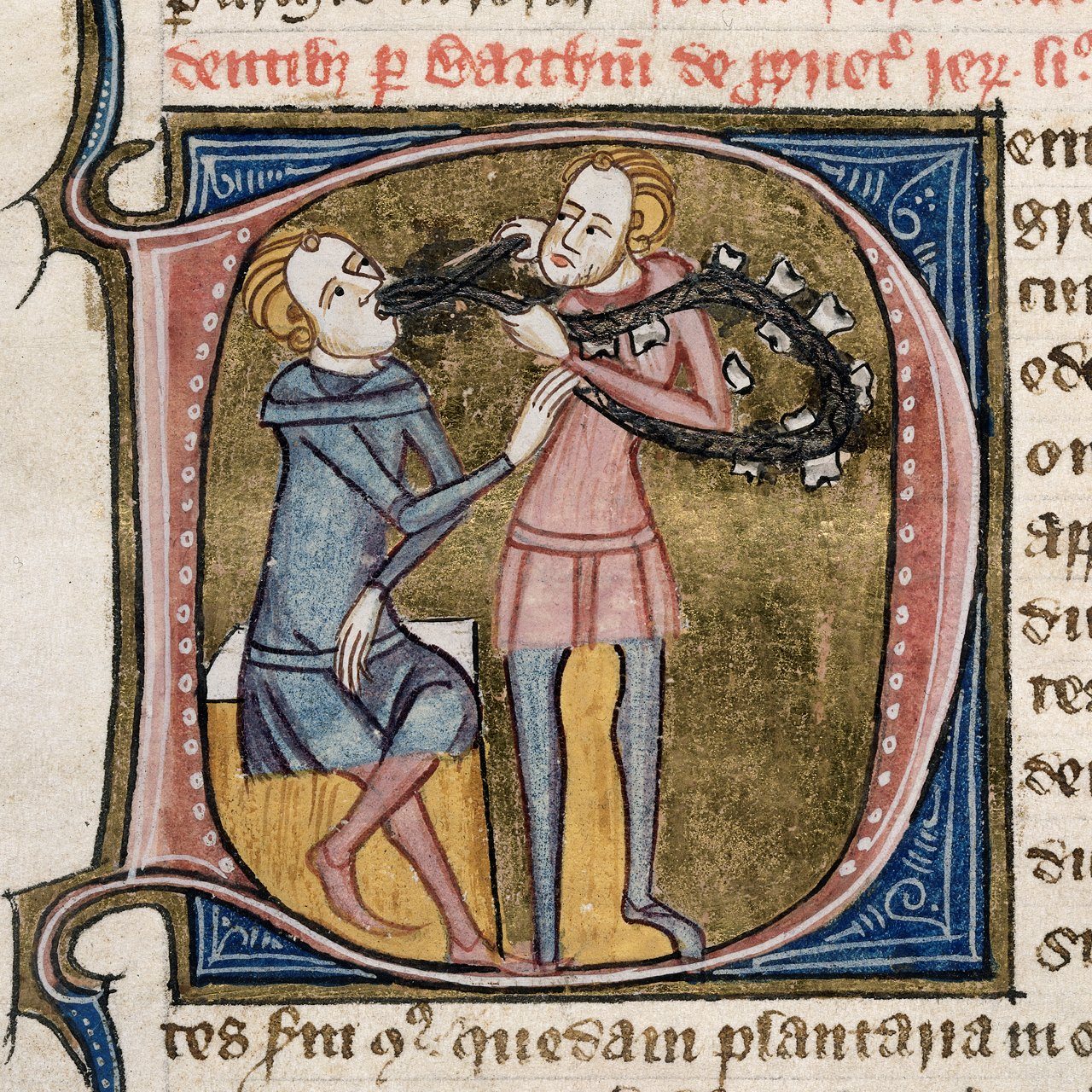
Egy angol festmény a 14. századból

Régészeti leletek bizonyítják, hogy a fogszuvasodás egy antik betegség. Koponyákon, melyek több mint egymillió évvel ezelőttről származnak az újkőkorszakból, láthatók a fogszuvasodás bizonyos jelei. A neolitikumban a caries elterjedése visszavezethető a szénhidrátokat tartalmazó növényi ételek fogyasztására. Egyes adatok szerint a neolitikumban a carieses fogak száma körülbelül 1,6% körül lehetett. Dél-Ázsiában a rizstermesztés kezdetét tekintik a fogszuvasodás növekedési tényezőjének. Sumér írások i. e. 5. évezredből a caries kialakulásáért egy „fogkukac”-ot okolnak, amit ugyanúgy alátámasztanak egyiptomi, indiai, japán, pápua új-guineai és kínai leletek.
Amikor Pannónia és Erdély a római birodalomhoz tartozott, a talált koponyákon 4,41%-os volt a szuvas fogak illetve a letört gyökerek száma. A honfoglalás idején a carieses fogak száma 2,33% volt, míg az Árpád-korban 5,7%-ra emelkedett. Ezek a számok a 19. században ugrásszerűen megnőttek. Az évszázadok során számtalan eljárással próbálkoztak a szuvas fogak kezelésére.
Egy francia fogorvos, Pierre Fauchard a 18. században tömőanyagnak az ólmot javasolta. Ő volt az első, aki elutasította a „fogkukac”-elméletet és kijelentette, hogy a cukor káros a fogakra és a fogínyre. 1777-ben a bécsi születésű Plenk József elsőként leírta a konzerváló fogászati lépéseket és eljárásokat a „Doctrina de morbis dentium ac gingivarum” című műben, amiben a szuvas fogakat arannyal vagy ólommal tömték „dentis plumbatio” néven (innen a népies plomba, plombe elnevezés). Egy francia kémikus, Jean D'Arcet bizmut-ólom ötvözetet készített és azt helyezte a fogüregbe. Az 1830-as években a Crawcour testvérek alkalmazták az első amalgámtömést, ami ezüstreszelékből és higanyból készül. Ez az új tömőanyag Európában gyorsan elterjedt, mivel nagyon olcsó volt (azelőtt egyeseknek megfizethetetlen aranytöméseket használtak) és tartósnak is bizonyult. 1908-ban Greene Vardiman Black osztályozta elsőként az üregeket (kavitások) a „Operative Dentistry” című művében. Willoughby D. Miller 1890-ben a „The Microorganisms of the Human Mouth” című műben leírja a fogszuvasodás kemoparazita elméletét, amely jelenleg is egy elfogadott elmélet.

## Osztályozás

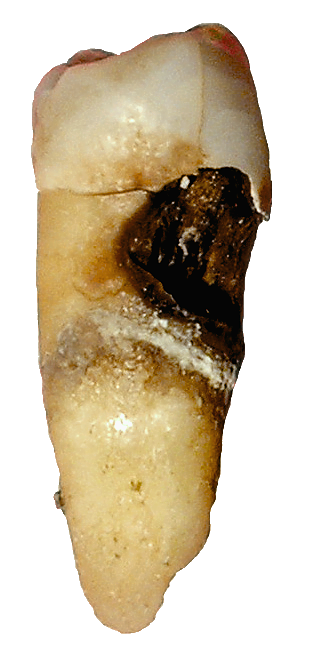
A fognyakból kiinduló előrehaladott caries

A cariest többféleképpen lehet osztályozni: elhelyezkedése, mélységének kiterjedése és terjedési ideje szerint. Ily módon megítélhető a szomszédos fogakhoz viszonyítva a szuvasodás súlyossága is.

### Elhelyezkedés szerint
Greene Vardiman Black érdeme a fogak elhelyezkedés szerinti osztályozás és ezáltal a töméshez való üregek kialakításának az osztályozása is:
- Az őrlők és kisőrlők rágófelszínén és a frontfogak orális felszínén elhelyezkedő gödröcskék érintettsége: Ezen helyeken a caries a dentin felé kúp alakban terjed, majd eléri a dentint, ahol gyorsabban terjed alávájva a zománcot. A zománc elszíneződése eleinte kékes-fehéres illetve barnás-feketés, ha a dentint is eléri a szuvas folyamat.
- Az összes fog approximális felszínén: A fogszuvasodás itt a szomszédos fogakkal érintkező kontaktpontnál vagy alatta helyezkedik el, mivel itt a felszín nem öntisztuló és tisztítása egyéb eszközök (pl. fogselyem) segítségével valósítható meg. Míg a zománcban a caries szétterül, a dentinben kúp alakban halad.
- Az összes fog vestibuláris és orális felszínén (a fognyaki harmadban): Főleg a fogíny határán helyezkedik el, először fehéres, majd sárgás a szuvas terület elszíneződése.
- A gyökércaries a fogíny visszahúzódása következtében: Leginkább a zománc-cement határán fordul elő, amikor a dentin szabaddá válik. Terjedését tekintve megállapítható, hogy inkább a cementben terjed, mint a mélységbe.

### Kiterjedés szerint
A szuvasodás mélységének kiterjedése szerint több elnevezés van a felszíntől a mélybe haladva: caries incipiens (kezdeti), caries superficialis (felszíni), caries media (közepes), caries profunda (mély) és caries penetrans (behatoló). Különböző fokozatok léteznek a mélység megítélésére és a fog keményszöveteinek érintettségére. Ezek a fokozatok D1 és D4 között a felszínről a fogbél felé sorolhatók be: a D1 és D2 a zománcot érinti (a D2 természetesen mélyebb szuvasodást jelent mint D1), a D3 és D4 a dentinben lévő caries mélységének jelölése.

### Terjedési ideje szerint
A terjedési idő szerint a következő osztályozás lehetséges: heveny (akut) caries, idült (krónikus) caries, stagnáló caries és másodlagos (secunder) caries.
- Akut caries: A dentincsatornák fiatal egyéneknél tágabb, emiatt a heveny caries előfordulása náluk gyakoribb. A zománc szuvasodását követően a dentinben terjed a folyamat, elszíneződése inkább világos (fehéres-sárga), elérheti a pulpakamrát is.
- Krónikus caries: A szuvasodás lassabb haladása miatt a zománcból a dentinbe való terjedést követően a fogbél felől egy védekező reakció jön létre. A szuvas terület színe inkább sötét (barnás-fekete), akár több évig is fennállhat és a pulpakamrát csak ritkán érinti.
- Stagnáló caries: Eleinte kékes-fehér pontszerű foltként jelentkezik a zománcon, majd idővel egy sötétebb (barnás-fekete) színárnyalatot vesz fel. A stagnáló caries legtöbbször rendszertelen fogtisztítás következtében alakul ki. Ha javul a szájhigiéné, ilyen állapotban maradhat. A dentinben is jelentkezhet stagnáló caries (eburneació), amely idővel a többi dentin szerkezetét és színét is megváltoztathatja.
- Secunder caries: A tömések helytelen széli záródásánál figyelhető meg, ahova bejuthat lepedék és elindíthat egy szuvas folyamatot. Továbbá előfordulhat tömések alatt, ha az alatta lévő szuvas dentint nem távolítják el teljes mértékben, az ottmaradt caries kiújulhat (recidiva).

## Epidemiológia
A fogszuvasodás ma már az emberiség leggyakrabban előforduló idült betegségének tekinthető, a fogágy betegsége (parodontitis) mellett. A 20. században a cariesgyakoriság ugrásszerűen növekedett és elérte a 90–100%-ot is. A fejlettebb ipari országokban az epidemiológiai adatoktól megrémülve elkezdtek különböző prevenciós intézkedéseket, mint például fluoridprevenció, szájhigiéné javítása, táplálkozási szokások minőségi változtatása (a szénhidrátok mellőzése) stb. Az 1970-es években a prevenciónak köszönhetően a cariesgyakoriság csökkenést mutatott. 1996-ban Magyarországon a 12 évesek 84,5%-án mutattak ki fogszuvasodást.
A szuvas fogak számát a cariesintenzitás mutatja. A cariesincidencia-ról beszélünk, amikor adott személyek arányát tekintve, bizonyos időszakon belül új szuvasodás jelentkezett. A cariesszaporulat az egyénekre vagy csoportokra tekintve mutatja az új szuvas léziók keletkezését.
A caries regisztrálására illetve az előfordulásának a mérésére az ún. caries-indexek szolgálnak, mint például a DMF-index (angolul decayed „szuvas”; missing „hiányzó”; filled „tömött”). A szuvas fogak számát a DMFT-index (angolul tooth „fog”) jelzi, míg a DMFS-index (angolul surface „felszín”) a fogfelszínre vonatkozik. Míg a nagybetűk a maradó fogak regisztrálására, a tejfogaknak kisbetűket használunk: df-t és df-s, mivel az élettani fogváltás következtében elvesztett fogak szuvasodását lehetetlen megítélni.

## Etiológia
A fogszuvasodás kóroktanát az elmúlt évszázadokban sokan próbálták megmagyarázni. Az idő előrehaladtával a modern vizsgálati módszerek tisztázták a hipotéziseket. A történelmi elméletek sokszor megközelítették a mai tudásunkhoz hasonló keletkezési mechanizmusokat. Ezek az elméletek a következők:
- exogén elméletek
  - kemoparazita (Miller): a lepedékben lévő mikroorganizmusok szénhidrát jelenlétében savat termelnek, amely megtámadja a fogzománcot
  - proteolitikus (Gottlieb): a baktériumok proteolitikus enzimeket szabadítanak fel, amely szétroncsolhatják a fog keményszövetét
  - foszforiláció (Eggers – Lura): a nyálban fellépő foszfáthiány elősegíti a fogakból a foszfát kioldódását és ezáltal a baktériumok anyagcseréjét
  - proteolitikus-keláció (Schatz – Martin): a kelátképződés révén a fog keményszöveteiből kioldódnak kalciumvegyületek
  - glikogén (Egyedi): a fogszuvasodás túltáplálkozás eredményeként jelenik meg, főleg sok édességet fogyasztó egyéneknél
- endogén elméletek
  - neurológiai (Csernyei): a központi idegrendszer elváltozásai következtében a fognyirok összetétele megváltozik, a caries a fogbél felől halad a fogfelszín felé

A caries létrejöttét a modern felfogás szerint négy elsődleges tényezővel, de másodlagos tényezőkkel is magyarázzák. Az elsődleges tényezők a következők:
1. gazdaszervezet (fogak, ásványi anyagok minősége, nyál minősége)
2. mikroorganizmusok (lepedék formájában)
3. táplálék (főleg szénhidrátok)
4. idő (a fogakon lévő lepedék hosszú ideig való tapadása)

A másodlagos tényezők pedig: biológiai, földrajzi, gazdasági, szociális, környezeti.
A fogak felszínét olyan szövetek alkotják, melyek nem rendelkeznek sejtekkel, hiányzik belőlük a keringés és a vitális elemek. Ezért a külső behatások ellen képtelenek védekezni és a már kialakult léziót nem áll módjukban kijavítani. A fogelőtörés után a fog felszínén egy biofilm alakul ki, mely később dentális plakká alakul. Ez a baktériumkolónia erősen tapad a fog felszínéhez és csak erős mechanikai tisztítással távolítható el. Szerkezetében elsősorban baktériumokat találunk, de jelen vannak a szervezet védekezősejtjei (leukociták, makrofágok, hámsejtek), a baktériumok számára fontos tápanyagok és a baktériumok anyagcseretermékei. A kolónia mindaddig egyensúlyban van a szervezettel, míg a táplálékbevitel következtében a baktériumok nagy mennyiségű szénhidráthoz nem jutnak (cariogén attak). Ilyenkor a szénhidrátok lebontása során, melléktermékként savak keletkeznek, melyek a fog kemény szöveteit demineralizálják (kalcium és foszfát távozik). A táplálkozás után, egyénileg változó idő elteltével a kemény szövetek remineralizálódnak: a nyálból kalcium és foszfát, fluorid jelenlétében a fogfelszínre diffundál és beépül. A demineralizáció és a remineralizáció naponta többször végbemegy. A cariogén attakok gyakoribbá válása azonban a demineralizáció túlsúlyához vezet és irreparábilis szövetkárosodások jelennek meg. Az incipiens caries megjelenésétől a klinikailag diagnosztizálható szuvas üreg megjelenéséig átlagosan 18 +/- 6 hónap telik el.

### A dentális plakk

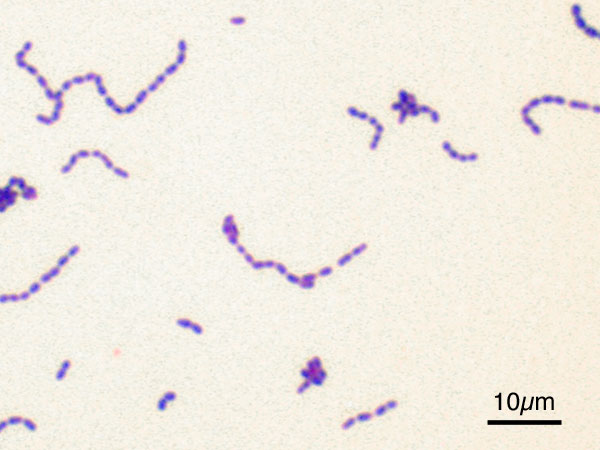
Streptococcus mutans

A dentális plakk egy a fogakon megtapadó biofilm, amely, ha nem távolítjuk el, fogszuvasodást vagy fogínygyulladást (gingivitis) okozhat. A biofilmben lévő mikroorganizmus-aggregátum lényegében baktériumokból tevődik össze (leginkább streptococcus és anaerobok). A dentális plakk leginkább ott képződik, ahol a fogak tisztítása mind természetes, mind mesterséges úton nehézségekbe ütközik.

### A caries mikrobiológiája
A szájüregben 400-500 baktériumfajta található. Azon baktériumokat, melyek progresszíven befolyásolják a fogszuvasodás létrejöttét, cariogennek nevezzük (Streptococcus mutans, Lactobacillusok). Az újonnan képződött lepedékben elsődlegesen a nem cariogen Streptococcus mitis és Streptococcus sanguis baktériumok tapadnak meg. Ezeknek a mikroorganizmusoknak nem csak a felszínre való tapadásuk (adhézió) jelentős a plakk keletkezésében, hanem az egymáshoz való tapadásuk (kohézió) is. Ezenkívül a baktériumok száma meg kell haladjon egy bizonyos küszöbértéket, hogy létrejöjjön a kolonizáció. A lepedék terjedésében és progressziójában a savtermelő és savtűrő Lactobacillusok játszanak fontos szerepet.

### A gazdaszervezet szerepe
Az egyén fogainak a morfológiája és szöveti szerkezete nagymértékben befolyásolja a szuvasodás kialakulását és tovaterjedését. Ha a barázdák vékonyak és mélyek a táplálék jobban megtapad bennük és nehezen távolíthatóak el onnan. Így sokszor a barázdák mélyén észrevétlenül halad a szuvasodás, a zománc alatt a dentinben terjed csak szét. Ha a zománc vagy a dentin képzés zavart szenved (amelogenesis- és dentinogenesis imperfecta) a kemény szövetek minősége nem lesz megfelelő, szuvasodásnak kevésbé lesz ellenálló. Ha valamilyen oknál fogva (ínyvisszahúzódás, zománc letöredezés, kopás stb) a cement vagy a dentin szabaddá válik felszínükön sokkal gyorsabban megjelenik a szuvasodás, mivel ásványianyag tartalmuk sokkal kisebb. Ugyancsak gyakrabban jelenik meg a szuvasodás szorosan egymás mellett elhelyezkedő fogak approximális felszínén, a nehezebb tisztíthatóság miatt.
Fontos szerepe van a nyálnak is, melynek a minősége (pufferkapacitása és ásványianyag tartalma) befolyásolja a szuvasodás kialakulását a kezdeti fázisban. Száraz száj szindrómák esetén, mint például Sjögren-szindrómában, cukorbetegségben, diabetes insipidusban és sarcoidosisban a szuvasodás sokkal gyakrabban jelenik meg. Különböző gyógyszerek (antihisztaminikumok, antidepresszánsok stb.) és a fejen történő sugárkezelés hatására is csökken a nyáltermelés.
A fogszuvasodás tovaterjedését és szövődményeinek a kialakulását a szervezet általános állapota is befolyásolja. Így a tercier dentin képződés kisebb mértékű vagy teljesen elmarad időseknél és rossz általános állapottal rendelkezőknél.

### A táplálkozás szerepe
A táplálék fogyasztása biztosítja a plakkban lévő baktériumok életfeltételeit, emiatt nem mindegy milyen minőségű, mennyiségű táplálékot viszünk be, milyen módon és milyen gyakran. A táplálék felszívódás előtti (preresorptiv) helyi hatása még a szájüregben érvényesül, míg a felszívódás utáni (postresorptiv) hatása szisztémásan. A tápanyag fizikai tulajdonsága (konzisztenciája) is fontos: míg a tömörebb táplálék több és hosszabb rágást igényel és ezáltal tisztító hatású a fogfelszínekkel szemben, addig a puha, ragadós táplálék könnyebben tapad a fogazaton.
A táplálékok közül a fermentálható szénhidrátok (szacharidok) jelentik a legnagyobb veszélyt a fogak épségének, nélkülük nem jöhet létre a fog keményszövetének demineralizációja. Leginkább azok a szacharidok károsak, amelyek fermentációjuk során savat képeznek, nevezetesen a monoszacharidok (glükóz, fruktóz, galaktóz, mannóz) és a diszacharidok (szukróz, maltóz, laktóz, szacharóz).

#### A szénhidrátok szerepe

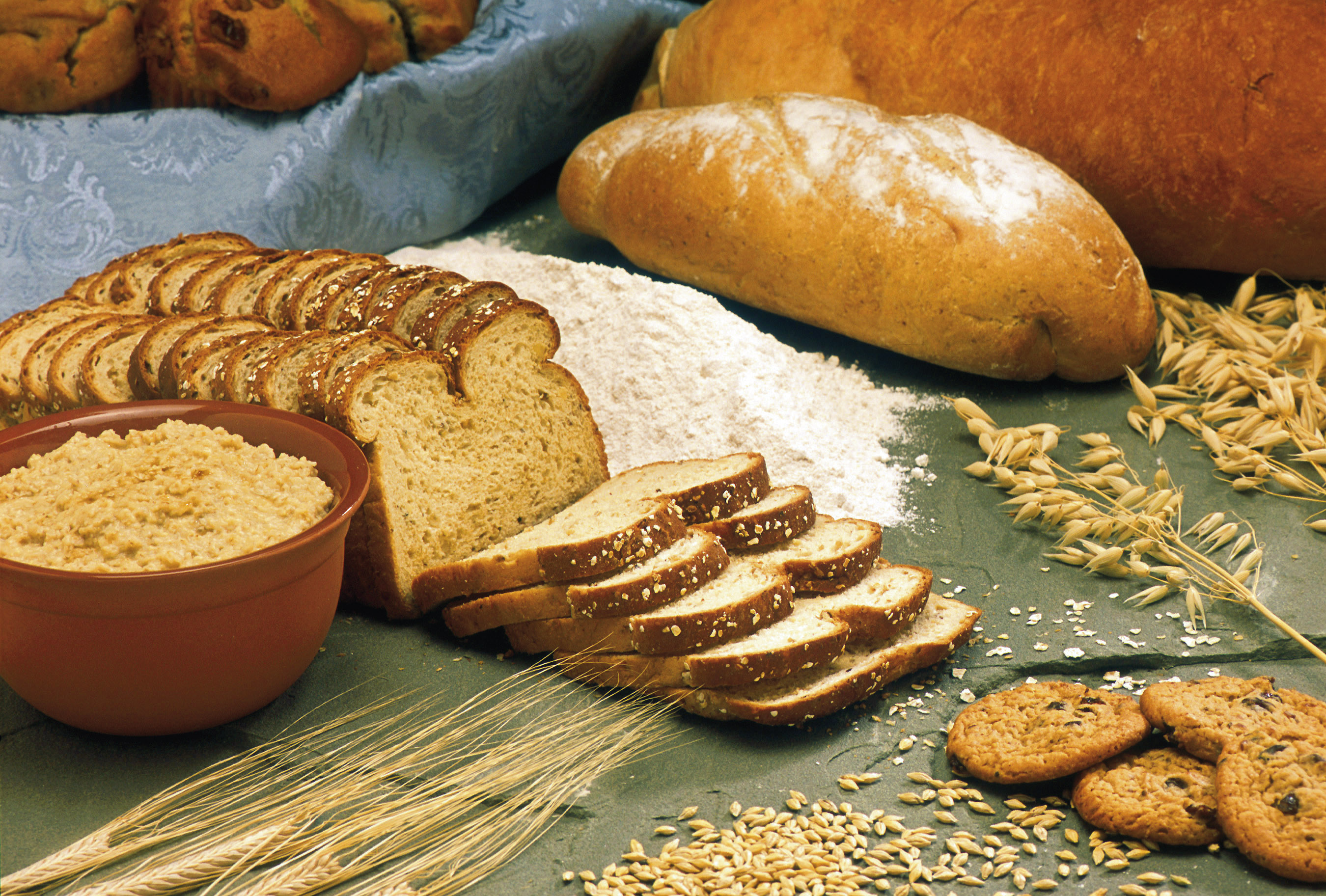
Kenyér

A szénhidrátok több formában fordulnak elő táplálékainkban, azaz: kenyérben, rizsben, burgonyában, keményítő tartalmú lisztben, édességben. Egyes gyümölcsök is lehetnek cariogen hatásúak, ha csökkentik a szájüreg pH-szintjét. Így például a banán több fogszuvasodást okoz, mint a cukor és a csokoládé. A mono- és diszacharidok közül a legerősebb cariogen hatást a szacharóz (répacukor) fejti ki, de a fruktóz, maltóz és glükóznak is jelentős a cariogen hatása. A galaktóznak és laktóznak azonban a legkisebb a szuvasodási jelentősége. A keményítő egy poliszacharid, amely igen csekély cariogen hatással rendelkezik, mivel olyan nagy molekula, hogy nem tud bekerülni a baktériumok sejtjébe.
A kenyér napjainkban a legnagyobb mértékben fogyasztott élelmiszer. Míg régebben a primitív népeknél még volt fogkoptató hatása, addig a napjainkban már finomra őrölt liszttel készül és frissen fogyasztják, ami miatt jobban tapad a fogfelszíneken. Az élesztő nélküli kenyért hetekig lehetett tárolni, ezért keményen fogyasztottak, ami elősegítette a rágófelszíni barázdák lekopását és ezáltal a fogakon már nem jelentek meg olyan gyakran szuvasodások.

#### A zsírok szerepe
A fogszuvasodással kapcsolatosan a zsíroknak profilaktikus hatásuk van. Ez azzal magyarázható, hogy negatívan befolyásolják a glükóz oldódását, akadályozzák a baktériumok anyagcseréjét és a zsírban oldódó (liposzolubilis) vitaminokat szállítják. A kakaó magas zsírtartalma miatt a szénhidrátban gazdag csokoládé cariogen hatása sokkal kisebb. A zsír képes befedni a szénhidrátok felszínét és ezáltal kevésbé érvényesül cariogen hatásuk.

#### A fehérjék szerepe
A fehérjék a fogak felépítésében szerepelnek. A táplálékban lévő fehérjék (aminosavak) részt vesznek a fogak caries-rezisztenciájában, ha a táplálékban elegendő mennyiségben fordulnak elő.

#### A vitaminok szerepe
A vitaminok befolyásolják a fogak fejlődését és azok ásványi anyag tartalmát. A fogak áttörése után (posteruptiv) már nincs nagy szerepük.
- A vitamin (liposzolubilis): Az embrionális zománc keletkezésében és a fogcsíra fejlődésében játszik szerepet. Ha hiányzik, késlelteti a fogak előtörését (eruptio) és az odontoblasztok kialakulását.
- B vitamin (hidroszolubilis): A sejtanyagcserében játszik szerepet. B1 vitamin hiányában a szénhidrátoknak károsabb hatásuk van a fogazatra.
- C vitamin (hidroszolubilis): A kollagén és a mukopoliszacharidok anyagcseréjéhez járul hozza. Ha hiányzik, gátolja a dentin-képzést a predentin leállásával.
- D vitamin (liposzolubilis): A D-vitamin elősegíti a kalcium és foszfor felszívódását a bélcsatornából. Ha hiányzik, károsan befolyásolja a zománcképződést.

#### Az ásványi sók szerepe
Az ásványi sók leginkább a szöveti anyagcserében játszanak szerepet, de előidézik a fogak (és csontok) elmeszesedését. A fog keményszöveteit tekintve, a legfontosabb a kalcium és a foszfor. Ezek a fogak előtörése után is fontos szerepet játszanak a fogak mineralizációjában. A nyálban a kalcium és a foszfor remineralizáció révén elősegíti a demineralizáció esetén a fogszövet újra elmeszesedését.

### Az idő szerepe
Az idő szerepe a fogszuvasodás kialakulásában az, hogy a cariogen plakknak egy bizonyos időhatárt túl kell lépjen, hogy a fog demineralizációja bekövetkezzen. A cariogen attak (szénhidrát bevitel) időtartama és gyakorisága egyaránt veszélyes tényezők. Minél több idő áll rendelkezésre a demineralizációs folyamatoknak, annál kisebb lesz a remineralizációs folyamatok ideje, ami előbb-utóbb fogszuvasodáshoz vezet. Ezzel indokolható a szénhidrátokban gazdag ételek fogyasztását követően a fogmosás nélkülözhetetlensége.

## Szövettan
A caries szövettani képének vizsgálatát napjainkban számos eljárással tanulmányozhatjuk (fénymikroszkóp, elektronmikroszkóp, elektronmikroszonda, mikroradiográfia).

### Zománccaries

Barázdacaries terjedése

A fogzománc kezdeti demineralizációja nem jár anyaghiánnyal és egy matt, krétaszerű foltban jelenik meg, amely nem annyira áttetsző mint a zománc többi része. Ezt a kezdetleges cariest szaknyelven incipiens cariesnek nevezzük. A szuvas folyamat terjedését a zománcprizmák lefutási iránya határozza meg és általában egy kúp alakjához hasonlít. A barázdacaries leggyakrabban a barázda falain kezdődik, színe fehéres-sárga illetve lassabb tovaterjedés esetén barnás-fekete. Az incipiens cariesnél létrejön egy felszín alatti demineralizáció, mely a fogszuvasodás irányát tekintve a következő zónákra osztható:
- relatíve intakt felszíni zóna: Szerkezetében különbözik az ép zománctól, 10%-kal kevesebb az ásványi anyag tartalma, vastagsága 20-100 mikrométer között változhat. A kezdeti demineralizációt követően a nyál segítségével remineralizálódik és egy ellenálló felszíni réteg képződik.
- laesio teste (centrum): Itt észlelhető a legnagyobb ásványianyag-veszteség, mintegy 24%. A szuvasodott zománcréteg pórusnagysága (porozitása) ebben a rétegben a legnagyobb.
- sötét zóna: Az ásványianyag-veszteség körülbelül 6% lehet. A réteg szélessége változó, porozitása kisebb mint a laesio testében.
- transzlucens zóna: Ásványianyag-vesztesége csak 1%-os, nem mindegyik léziónál fordul elő. Mivel alatta már intakt zománc van, sokszor ezt a zónát a lézió frontjának is nevezik.

A szuvasodás terjedése ezúttal már anyaghiánnyal jár, ha azt idáig nem sikerült észlelni vagy kezelni. Az érintett zománcprizmák széttörnek és feloldódnak, ami annyit jelent, hogy ez a folyamat visszafordíthatatlanná (irreverzibilis) válik.

### Dentincaries

Dentincaries gyorsabb terjedése

Mivel a dentin általában egy fedett réteg, a dentinréteg szuvasodását megelőzi a zománc szuvasodása. Az elsődleges dentinszuvasodás ezért igen ritka, a következő esetekben fordul elő: a zománc-cement határ inkontinuitása, amikor a dentin a fognyaknál a felszínre kerül; a fogak veleszületett (congenitális) zománcképzési zavara (amelogenesis imperfecta); a fogazat abráziója; egyéb kóros folyamatok, amelyek a zománc letörését vagy kopását, illetve hiányát eredményezik. Amint a zománc demineralizációjánál is, a dentin hasonló módon elveszti ásványianyag-tartalmát, ami a dentin összehúzódásával jár. Az összehúzódott dentin mellett rések keletkeznek, melyekbe szövetnedv kerül (a dentin egy élő szövet és vitális reakcióra képes), ezáltal a baktériumoknak optimális életfeltételeket teremtve. A zománc-dentin határnál a dentinnek a legkisebb az ellenállása a szuvas folyamattal szemben. Mivel a dentinnek kevesebb az ásványianyag-tartalma, a carieses folyamat gyorsabban terjed.
A dentincaries terjedése közvetlenül a zománcfelszín alatt zajlik, emiatt előfordulhat, hogy a fölötte lévő ép zománcprizmák betörnek, ezáltal másodlagos zománccariest okozva. A dentin védekező reakciói csak ép fogbél esetén (amely táplálja a dentint) jönnek létre és csak akkor hatásosak, ha a caries terjedése lassú. Öregkorban a dentincsatornák kisebbek, a caries lassabban halad, míg fiatal korban a tág dentincsatornák következtében sokkal gyorsabb a caries progressziója. A felszínről a mélybe haladva a következő zónákat különböztetjük meg Alfred Gysi szerint: a kavernák rétege (üregképződés), baktériumszegény zóna, a kezdeti fertőzés zónája, demineralizált dentinréteg, a transzparens dentin zónája, ép dentinréteg.

### Cementcaries
Főleg idősebb egyéneknél keletkezik, amikor a fogíny annyira visszahúzódott, hogy a foggyökér láthatóvá válik. Ilyenkor a dentális plakk a gyökérre is rátapad és kiválthat egy carieses reakciót. A szuvasodás lefolyása gyorsabb, ha ehhez még társul a fogágy gyulladása. A vékony cementréteggel együtt (20-50 mikrométer) legtöbbször a dentinréteget is érinti. A caries terjedése a Sharpey-féle rostok mentén halad. A cement felpuhul, barnás-feketére elszíneződik, kisebb repedések elérhetik a dentint és ezáltal lehetővé teszik a baktériumok invázióját a dentinbe.

## Kezelés

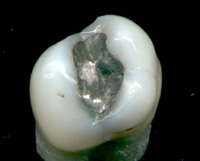
Amalgámtömés

Kezdetben a fogszuvasodás reverzibilis folyamat: a zománc felszínéről kioldódott szervetlen anyagok a nyálból visszakerülhetnek oda. Ha a szájhigiéné nem megfelelő, a demineralizáció és remineralizáció közt az egyensúly megbomlik és a szuvasodás anyaghiánnyal jár. A remineralizáció elősegítésére fluoridokban gazdag pasztákat használnak. Később, ha már megjelent az anyagveszteség, a szuvasodás ellátása annak kiterjedésétől függ. Minden alkalmazott kezelés lényege a szuvas részek eltávolítása és a fog integritásának a helyreállítása. Nagyon előrehaladott esetekben, mikor ez már nem lehetséges, vagy a fog általános szövődményeket okoz, eltávolítják azt.
A hiányzó fogszövetet pótolni lehet töméssel, betéttel (inlay, onlay, overlay), nagyobb hiány esetén pedig borítókorona készül. A pótlás készítésére használatos anyagok: amalgám, kompozitok, üvegionomérek, kompomérek, fogászati kerámia, különböző fémek (elsősorban aranyötvözetek). Az amalgámok és a fémek nem felelnek meg az esztétikai elvárásoknak, ezzel ellentétben kerámiákkal és kompozitokkal szinte tökéletesen lehet utánozni a fogak színét. Míg az amalgámot minden méretű üregbe ajánlják, addig a kompozitokat, kis mechanikai ellenállásuk miatt, csak kis kiterjedésű és nem túl nagy rágóerőnek kitett üreg betömésére javallják. Az üvegionomérek és a kompomérek szintén nem felelnek meg a mechanikai elvárásoknak, elsősorban nyaki szuvasodások ellátására használják. A betétek és a koronák általában kerámiából vagy valamilyen fémötvözetből készülnek és jó ellenállást biztosítanak a fog számára.
Ha a szuvasodás eléri a fogbelet és annak gyulladását okozza, gyökérkezelésre kerül sor. Ilyenkor az elhalt fogbelet teljesen eltávolítják, a gyökércsatornát pedig tágítják. Az így előkészített gyökeret csúcsig érő és falálló töméssel látják el. Ha a fogkorona nagyon sérült és már nem lehet koronával ellátni, gyökércsapos fogmű készül.
A fog eltávolítására akkor kerül sor, ha a fog integritását már nem lehet fogpótlástani eljárásokkal helyreállítani, vagy ha a fogbél gyulladása ráterjed a gyökeret körülvevő csontra és a gyökérkezelés vagy a gyökércsúcscsonkolás nem járt sikerrel.

## Lásd még
- Fog
- Fogfejlődés
- Fogzománc
- Foggyökér
- Fogágy
- Fogbél
- Fogkorona
- Dentin
- Szájüreg